# Advanced Infantry Combat Weapon
AICW (Advanced Infantry Combat Weapon — усовершенствованное (передовое) боевое оружие пехоты) — перспективная система «оружия XXI века», разрабатывавшаяся в Австралии. Концепция схожа с американской OICW: в одном оружии объединяются автоматический гранатомёт (в данном случае это трёхзарядный Metal Storm) и автомат (на основе Steyr AUG). Отличия от американской системы — использование в гранатомётной части ствола-магазина позволяет упростить устройство оружия, а также даёт возможность применять гранаты различных калибров; стрелковая часть обладает более длинным стволом, что увеличивает эффективность стрельбы обычными пулями. Также, как и в OICW, в AICW используется электронный прицел-дальномер.